# Arturo Torres Carrasco
Arturo Torres Carrasco (Coronel, 20 ottobre 1906 – Santiago del Cile, 20 aprile 1987) è stato un allenatore di calcio e calciatore cileno, di ruolo centrocampista.

## Carriera

### Giocatore
In carriera, Torres giocò per diverse squadre cilene tra cui il CD Everton, l'Audax Italiano e il Colo Colo e con quest'ultima squadra chiuse la sua carriera da calciatore nel 1937.
Con la Nazionale cilena, Torres disputò l'Olimpiade 1928, il Campionato mondiale di calcio 1930 in Uruguay e il Campeonato Sudamericano de Football 1935.

### Allenatore
Torres fu anche allenatore di calcio del Magallanes e del Colo Colo. La sua carriera come allenatore iniziò già nel 1933 quando Torres era ancora giocatore.